# Mozilla Application Suite
Mozilla Application Suite of Mozilla Suite, oorspronkelijk bekend onder de naam Mozilla en de codenaam SeaMonkey, was een internet suite (softwarepakket) bestaande uit een webbrowser, een e-mailclient, een Usenet-programma, een adresboek, een HTML-editor ('Composer') en een IRC-programma, ChatZilla. Sinds oktober 2001 was het mogelijk om met de extensie Calendar ook agenda-functies toe te voegen.

## Geschiedenis
Het programma werd oorspronkelijk ontwikkeld door Netscape. In 1999 werd Netscape overgenomen door America Online (AOL). In 2003 werd het Mozilla-project afgestoten door AOL en nam de Mozilla Foundation de ontwikkeling over.
Door de Mozilla Foundation werd ook een programma ontwikkeld dat louter de webbrowser-functies had ("standalonebrowser"), vanaf 2004 onder de naam Firefox. Daarnaast werd het e-mail-programma Thunderbird gemaakt.
In verband daarmee werd in 2005 besloten tot de stopzetting van de ontwikkeling van de "suite". De laatste versie van Mozilla Application Suite, 1.7.13, werd uitgebracht op 21 april 2006.
De opvolger heet SeaMonkey en wordt onderhouden en ontwikkeld door de gemeenschap op basis van de code van Mozilla.